# Guitarra morisca

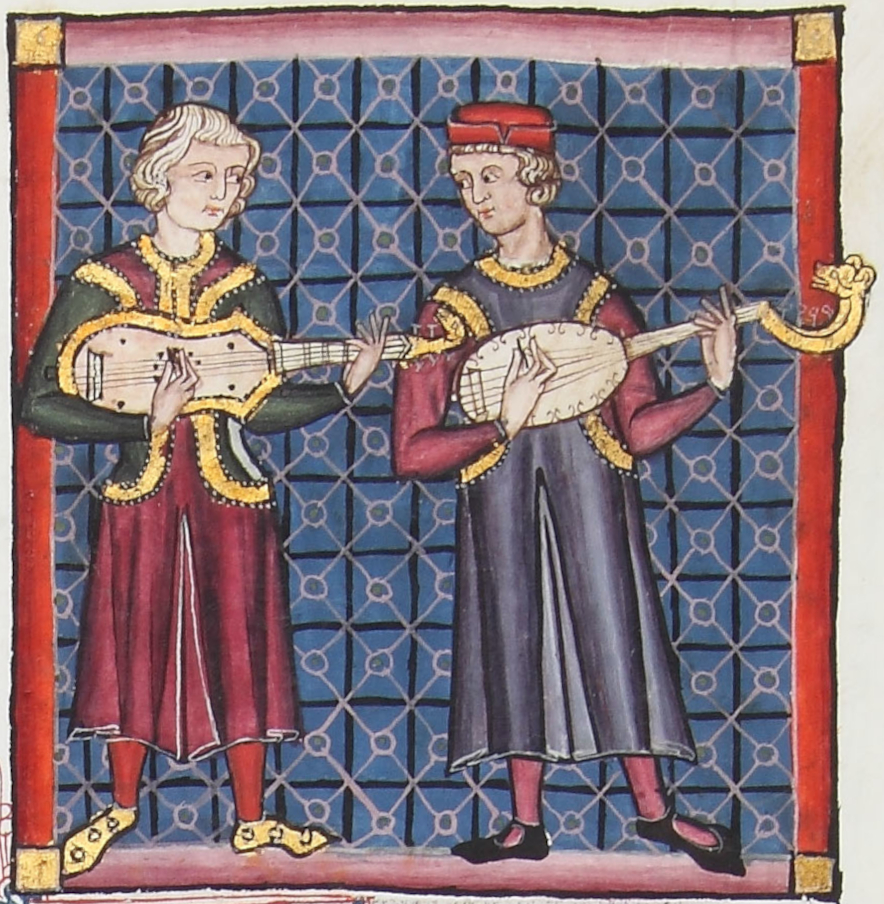
Guitarras latina y morisca. Miniatura de las Cantigas de Santa María, de Alfonso X el Sabio.

La guitarra morisca es un instrumento medieval de cuerda pulsada.

## Historia
En su Libro de buen amor (c. 1330) Juan Ruiz, arcipreste de Hita, escribe: Allí sale gritando la guitarra morisca, / de las bozes aguda e de los puntos arisca, / el corpudo laúd, que tiene punto a la trisca, / la guitarra latina con ésos se aprisca. Mientras que encontramos diversas fuentes en las que aparece el término de guitarra morisca, es en este libro la única mención castellana conocida a la guitarra latina. Se desconocen las diferencias y semejanzas formales entre las dos, pero es obvio que en algo debían de parecerse para llamarse ambas guitarras y en algo debían de distinguirse para denominarse con dos calificativos diferentes.
No existe acuerdo entre los especialistas entre identificar la guitarra morisca o la latina. Incluso se le denomina cedra. Ha sido demostrado que durante los siglos XIII y XIV comúnmente a la cedra se le denominaba cítola.
La guitarra más extendida entre los siglos XI y XV estaba tallada (mástil, clavijero y caja) en la misma pieza de madera y tenía la apariencia de un pequeño laúd.[cita requerida]